# 原萩谷トンネル (新名神高速道路)
原萩谷トンネル（はらはぎたにトンネル、英語記名 : Harahagitani Tunnel）は、大阪府にある新名神高速道路のトンネル。高槻JCT/IC（高槻市） - 茨木千提寺IC/PA（茨木市）間に位置するトンネル。

## 概要
同区間は上下線併せて暫定4車線（設計6車線）でトンネル幅は上下線ともそれぞれ3.5 m×2車線 (= 7 m) + 路肩1 mの計8 mである。今回の工事の特徴は、トンネル掘削を開始する坑口付近が、特に軟弱な地質だったため、トンネルの上部の土が落ちないように、崩落を防ぎながら工事を進めた点にある。

## 歴史
- 2014年（平成26年）
  - 5月：高槻JCT/IC側から下り線トンネルの掘削を開始
- 2014年（平成26年）
  - 7月：茨木千提寺PA/IC側から上り線トンネルの掘削を開始
- 2017年（平成29年）
  - 12月10日： 高槻JCT/IC - 川西ICの開通により供用開始。

## 隣
E1A 新名神高速道路
(11) 高槻JCT/高槻IC   - 原萩谷トンネル  - (12) 茨木千提寺IC/PA